# Chesias obliquaria
Chesias obliquaria là một loài bướm đêm trong họ Geometridae.